# Patrick Hannan

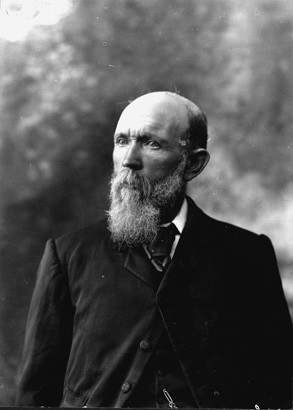
Paddy Hannan um 1920

Patrick „Paddy“ Hannan (* getauft 26. April 1840 in Quin im County Clare in Irland; † 4. November 1925 in Brunswick bei Melbourne) war ein Goldsucher, der am 17. Juni 1893 bei Kalgoorlie-Boulder in Western Australia durch einen Goldfund einen Goldrausch auslöste.
Hannans Eltern waren John Hannan und Bridget Lynch. Er emigrierte 1862 nach Australien.
Hannan, Tom Flanagan und Daniel Shea entdeckten Gold, als ihre Pferde ihre Hufeisen in der Nähe des Mount Charlotte 40 Kilometer von den Coolgardie-Goldfeldern entfernt verloren. Nachdem sie ihren Claim registriert hatten, fanden sie über 100 Unzen Gold und drei Tage nach der Anmeldung waren 700 Goldprospektoren auf diesem Goldfeld.
Im Jahre 1904 erhielt Hannan eine jährliche Pension von 100 Australischen Pfund von der Regierung von Western Australia zugesprochen. Er beendete seine Aktivitäten zur Goldsuche 1910 und ging nach Brunswick bei Melbourne. Er starb dort im Jahre 1925.
Die Hauptstraße und eine Vorstadt von Kalgoorlie tragen seinen Namen und 1929 wurde eine Statue von ihm von dem Bildhauer John MacLeod dort aufgestellt. Ein öffentlicher Irishpub in Burswood Entertainment Complex ist ebenso nach ihm benannt.
Eine Reliefplatte mit seinem Porträt ist an der Quin Abbey im irischen Quin angebracht.